# Magistrale Baïkal-Amour
Pour les articles homonymes, voir BAM et Baikal.
La Magistrale Baïkal-Amour ou BAM (Baïkal Amour Magistral ; en russe Байкало-Амурская магистраль / БАМ, Baïkalo-Amourskaïa maguistral / BAM) est une ligne ferroviaire en Russie, traversant la Sibérie et l'Extrême-Orient russe. Elle relie Taïchet (où elle se sépare du Transsibérien dont elle s'éloigne d'environ 500 km au nord) sur les rives septentrionales du lac Baïkal au port de Sovietskaïa Gavan, en passant par la ville de Komsomolsk-sur-l'Amour, sur une distance de 4 234 kilomètres. 
La BAM a été construite comme itinéraire alternatif stratégique au Transsibérien, particulièrement vulnérable par sa proximité avec la frontière chinoise. Les coûts de la BAM sont estimés à 14 milliards de dollars ; elle a été construite en utilisant des voies spéciales et durables puisque la plus grande partie de son itinéraire se situe sur du pergélisol.

## Histoire
Les premiers tronçons de la Magistrale Baïkal-Amour furent construits en plusieurs fois par les prisonniers du Goulag. Celui de Taïchet à Bratsk fut construit dans les années 1930 ; il mobilisa 180 000 détenus et fit 10 000 morts. Une partie du tracé oriental fut l’œuvre des prisonniers du Goulag pendant les années 1944-1946.

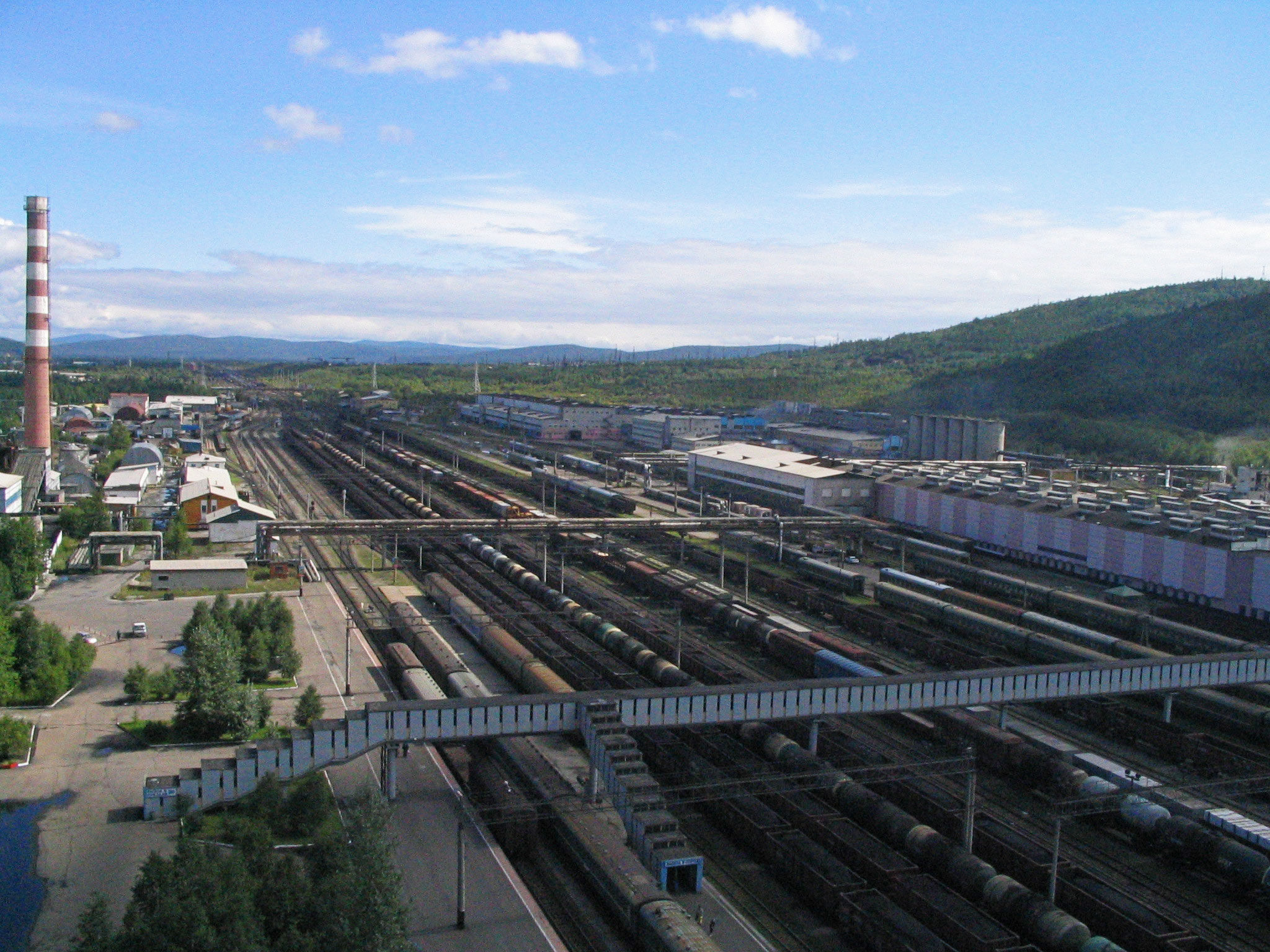
Gare de Tynda, nœud ferroviaire du BAM.

Cependant, l'essentiel de la BAM fut construit entre 1972 et 1984 et mobilisa des ressources humaines et financières record pour l'époque. Afin de susciter l'enthousiasme des jeunes et de les attirer vers ces contrées au climat sévère, on impliqua activement les recruteurs du Komsomol et on appela ce projet « le grand chantier pan-soviétique ». En raison de la stagnation économique (zastoï) de l'Union soviétique, il fut un véritable gouffre financier.
La modernisation et l'agrandissement de la BAM se poursuivent. Dans l'avenir, elle devrait rejoindre la ville de Iakoutsk dans la Sibérie orientale grâce à la construction de la Magistrale Amour-Iakoutie.
En 2021, le service pénitentiaire russe (en) annonce que la suite du chantier sera en partie construite par des détenus.
En 2023, dans le cadre de la guerre en Ukraine, la ligne subit des attentats, le SBU affirme avoir fait exploser des trains de carburant, sur la Magistrale ,.

## Parcours
La BAM emprunte le tunnel de Severomouïsk, plus long tunnel ferroviaire de Russie avec ses 15 343 mètres, et le pont du Diable (BAM).

## Honneur
L'astéroïde (2031) BAM est nommé en l'honneur des constructeurs de la ligne.

### Vidéographie
: document utilisé comme source pour la rédaction de cet article.
- [vidéo] Baïkal-Amour-Magistrale, l'autre Transsibérien, de Wolfgang Mertin, dans 360° - Géo, 2005, 52 min [présentation en ligne] ; diffusé le 29 février 2016 sur Arte